# Trío para piano, Op. 11 (Beethoven)

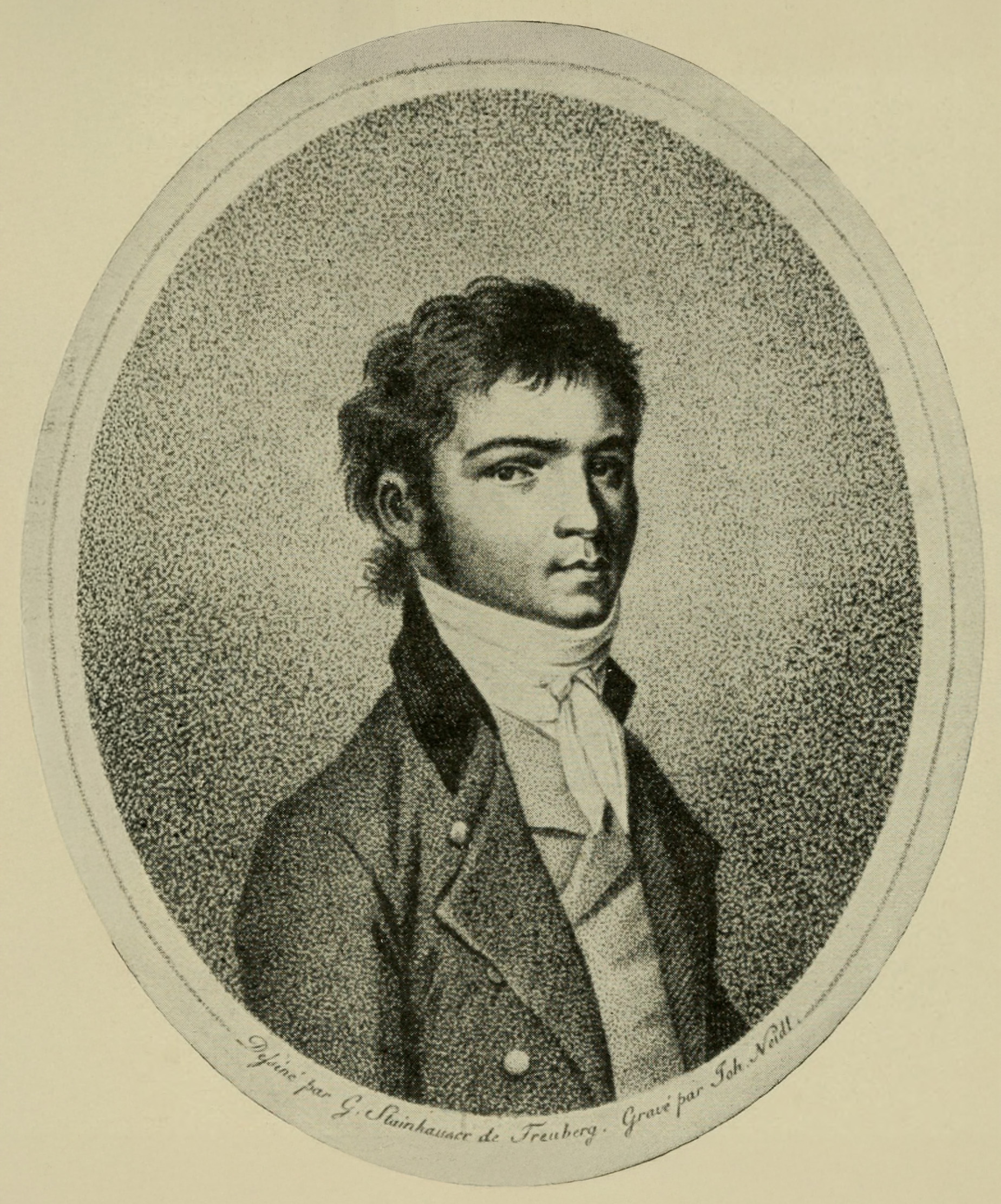
Beethoven en 1796.

El Trío para piano en si bemol mayor, Op. 11, también conocido como Trío Gassenhauer, es una pieza camerística para piano, clarinete (o violín) y violonchelo (a veces sustituido por fagot) compuesta por Ludwig van Beethoven entre 1797 y 1798. La partitura está dedicada a la condesa Maria Wilhelmine von Thun.

## Historia

### Composición
La composición de esta pieza tuvo lugar entre 1797 y 1798. Los bocetos de los movimientos primero y segundo asociados a otras piezas desconocidas o que nunca se completaron, se encuentran en el Museo Británico y fueron presentados por Gustav Nottebohm en su Zweite Beethoveniana. El borrador del Adagio recuerda al principio del minuesto en la Sonata Op. 49 n.º 2 y fue modificado más tarde hacia 1798.
La historia más plausible sobre el origen del Trío, Op. 11 se encuentra en la biografía de Alexander Wheelock Thayer, quien sugiere que un clarinetista local (Beer?) pidió a Beethoven que empleara un tema de una ópera de Weigl, que era una melodía muy popular en la época. Aunque también recoge otra versión según la cual el editor de Artaria le contó a Cipriani Potter en 1797 que le había dado el tema a Beethoven y le había pedido que creara unas variaciones sobre él. Añadió que Beethoven no sabía que el tema era de Weigl hasta que el Trío estuvo publicado, y esto le puso furioso al enterarse. Este trío se conoce a veces con el sobrenombre de "Trío Gassenhauer". Esto se debe a su tercer movimiento, que contiene nueve variaciones sobre un tema del drama giocoso L'amor marinaro ossia Il corsaro de Joseph Weigl. Esta melodía en particular, "Pria ch'io l'impegno" ("Antes de ir a trabajar"), era tan popular que podía escucharse en muchas de las calles de Viena ("Gasse" en alemán). Un "Gassenhauer" suele designar una melodía (normalmente sencilla) que muchas personas (en el Gassen) han adoptado y cantado o silbado para sí mismas, habiéndose independizado la melodía como tal de sus orígenes compositivos. Una palabra poco común en el alemán contemporáneo, los equivalentes modernos aproximados del término incluyen "hit" (éxito) o "schlager". Otros compositores que hicieron uso de esta melodía son Joseph von Eybler, Johann Nepomuk Hummel, Joseph Wölfl y Niccolò Paganini.
En sus primeras publicaciones, Beethoven evitó los géneros en los que sus predecesores Haydn y Mozart habían cosechado su mayor respeto: la sinfonía, el cuarteto de cuerdas y la ópera. La mayor parte de la música de cámara escrita por Beethoven para viento madera data de sus primeros años, debido a la popularidad y novedad de estos instrumentos en aquella época. El auge de estos conjuntos no sobrevivió a finales del siglo XVIII. Al parecer, Beethoven no consideraba muy relevantes sus obras para viento y es posible que las viera como estudios preliminares para el uso de los vientos en sus sinfonías.

### Publicación
La primera publicación de este opus fue llevado a cabo por el editor Tranquillo Mollo que lo anunció como completamente nuevo el 3 de octubre de 1798 en Viena. Debido a su orquestación única en la producción de Beethoven, existe cierta incertidumbre en cuanto a su inclusión en la numeración ordinal de los tríos para piano de Beethoven. Algunos le asignan el "n.º 4" entre los conjuntos Op. 1 y Op. 70, mientras que otros dejan la obra fuera de la numeración. La dedicatoria que figura en la partitura es para piano a la condesa Maria Wilhelmine von Thun, que era la suegra del príncipe Carl von Lichnowsky, uno de los principales mecenas de Beethoven.

## Instrumentación
La instrumentación del trío es para piano, clarinete (o violín) y violonchelo (a veces sustituido por fagot). La tonalidad de si bemol mayor fue probablemente elegida para facilitar los pasajes rápidos en el clarinete en si bemol, que aún no se había beneficiado del desarrollo de los sistemas de llaves modernos (como el sistema Albert o el sistema Boehm). 

## Estructura y análisis
La pieza consta de tres movimientos:
- I. Allegro con brio, en si bemol mayor 4
4
- II. Adagio, en mi bemol mayor 3
4
- III. Tema con variazioni ("Pria ch'io l'impegno": Allegretto) 4
4

La interpretación de esta obra dura aproximadamente entre 18 y 21 minutos. 

### I.Allegro con brio
El primer movimiento, Allegro con brio, está escrita en la tonalidad de si bemol mayor, en compás de 4/4 y en forma sonata. Las diferencias entre la parte del clarinete y la del violín opcional son escasas: las líneas descendentes del clarinete se alteran en la parte del violín cuando pasarían por debajo de su registro, y algunas de las notas sueltas de la parte del clarinete se escriben en dobles o triples paradas para el violín. Cabe destacar la transición entre el primer y el segundo tema. Tras una convincente modulación a la dominante, fa mayor, comienza lo que parece un segundo tema, pero en re mayor. Éste se disuelve rápidamente en fragmentos del primer tema y conduce al segundo tema propiamente dicho, que aparece primero en el piano en fa mayor. En la recapitulación el compositor renuncia al episodio de re mayor.

### II.Adagio
El segundo movimiento, Adagio, está en mi bemol mayor y en compás de 3/4. Adopta de nuevo una forma sonata que en esta ocasión presenta un breve desarrollo y una recapitulación muy ornamentada.

### III.Tema con variazioni
El tercer y último movimiento, Tema con variazioni, retoma el ritmo de compasillo y se estructura como un tema con nueva variaciones. El Finale es tanto un vehículo para el virtuosismo pianístico de Beethoven como un ejemplo de su técnica de variaciones. De los tres instrumentos que intervienen, el piano tiene el papel dominante. Se basa en el tema del terceto "Pria ch'io l'impegno" perteneciente a la ópera L'amor marinaro (El corsario por amor) de Joseph Weigl, que era compositor y director de orquesta en el Kärntnertortheater de Viena. Esta ópera se estrenó el 15 de octubre de 1797 en el Wiener Hoftheater o Teatro de la Corte de Viena.
- Variación I: es para piano solo y se caracteriza por la técnica del trémolo.
- Variación II: el clarinete y el violonchelo entablan un diálogo sin la participación del piano.
- Variación IV: sobre la tónica menor, trae consigo un momento de reflexión antes del estallido en la siguiente.
- Variación V: se abre con una entrada en fortissimo del piano que, en otro arrebato extravagante, cambia bruscamente la atmósfera de la pieza. Consiste en bloques de acordes al estilo de una marcha fúnebre.
- Variación VI: el tema es más claramente perceptible.
- Variación VII: es una marcha en si bemol menor. Esta agresiva variación, de nuevo sobre la tónica menor, está construida con fragmentos rítmicos del tema al más puro estilo beethoveniano.
- Variación VIII: en esta elegante variación sólo queda el esbozo del tema.
- Variación IX: la última variación vuelve a articular claramente el tema
- Coda: se trata de una coda de desarrollo que se desliza por un momento hacia sol mayor y al compás de 6/8 para finalmente regresar a la tónica y al compás inicial.

Según el discípulo de Beethoven, Carl Czerny, Beethoven habría pensado en componer un nuevo Finale para la pieza con el fin de que el movimiento de la variación se convirtiera en una composición independiente.

## Recepción de la obra
A los críticos les llamó especialmente la atención el tono ligero del trío. Por ejemplo, el Allgemeine musikalische Zeitung escribió en 1799:

«Este trío, que en algunos pasajes no es fácil, pero sin embargo más fluido que otras obras del autor, constituye un conjunto bastante bueno en el fortepiano con el acompañamiento del piano. Con su inusual conocimiento de la armonía y su amor por la composición seria, nos proporcionaría muchas cosas buenas y dejaría muy atrás nuestro insípido lirismo de hombres a menudo famosos, si siempre quisiera escribir con más naturalidad de la buscada.»
— Allgemeine musikalische Zeitung (1799).

Tal y como recoge Barry Cooper, la pieza ha sido criticada en ocasiones por tener una insuficiente parte idiomática para el clarinete, ya que ésta no presenta una gran agilidad y el registro chalumeau se evita casi por completo. De hecho, parece que desde el principio la intención de Beethoven era escribir un trío que pudiera ser interpretado tanto con un clarinete como con un violín. De ahí que esta parte no sea tan idiomática para que pueda adaptarse a ambos instrumentos.
Según Colin Lawson, el Trío Op. 11 fue un importante precursor del Trío para clarinete, violonchelo y piano, Op. 114 compuesto por Johannes Brahms en 1891.